# Bambaya
Bambaya est une ville et une sous-préfecture de Guinée rattachée à la préfecture de Faranah.
Le chef lieu est Bambaya.

## Histoire
Bambaya est une localité et une sous-préfecture de la préfecture de Faranah.

## Subdivision administrative
Bambaya est composé de quatre districts.
| Districts   | Secteurs                                                                                |
| ----------- | --------------------------------------------------------------------------------------- |
| Bambaya     | Bambaya centre et Foréya                                                                |
| Baourouya   | Baourouya centre, Kamaro, Kombaya, Dalaba, Farangbèma, Kinkèma, Kolombaya et Foutakouma |
| Nounkoundou | Ninkoundou centre                                                                       |
| Woliondou   | Woliondou centre, Baourianin, Niandawaro, Yarto et Sèrèya                               |